# Wielki Kamień (Krzywicka Góra)

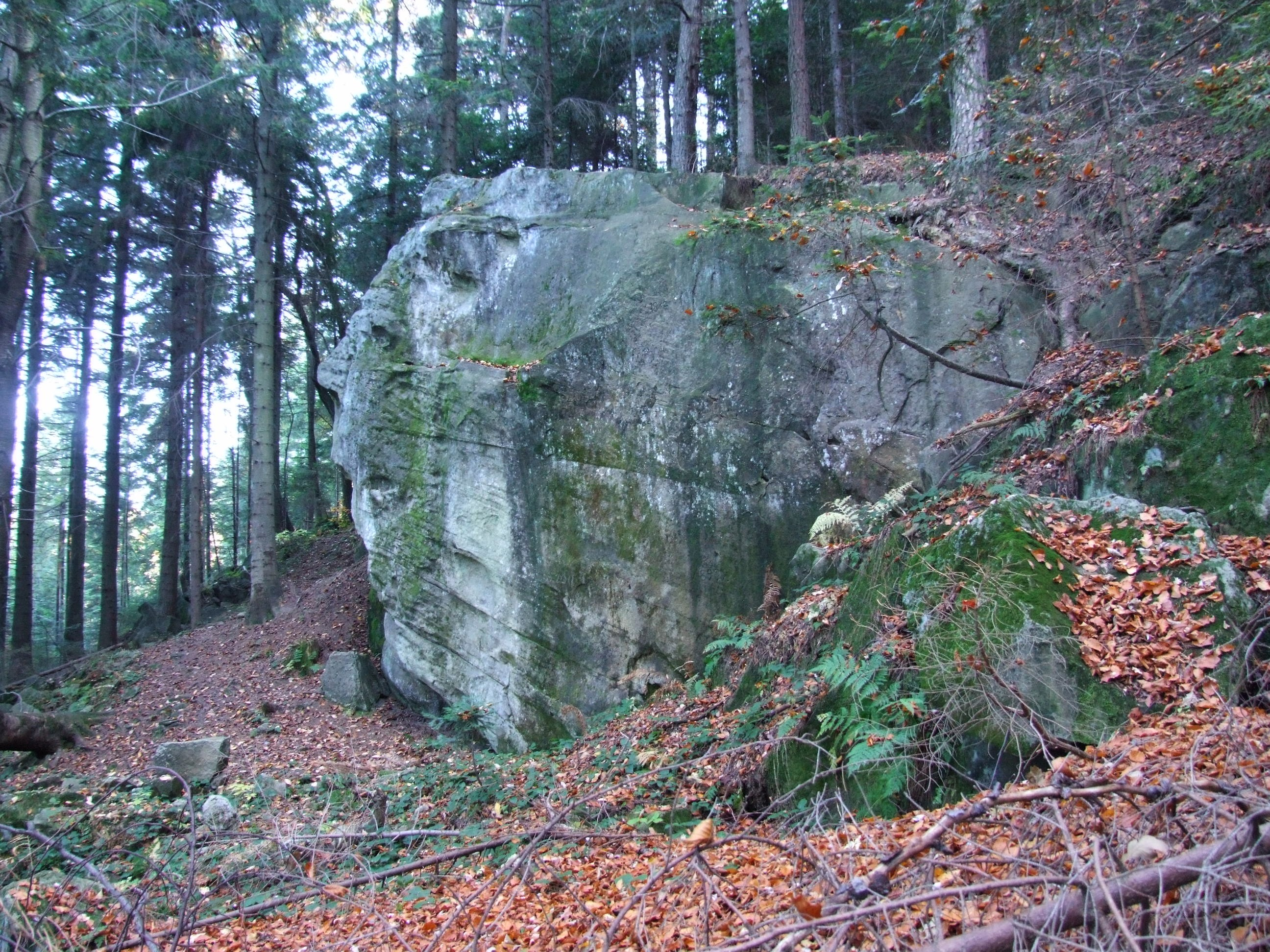

Wielki Kamień zwany też Diablim Kamieniem – skała na północnym stoku Krzywickiej Góry w miejscowości Stróża. Według opracowanej przez Jerzego Kondrackiego regionalizacji fizycznogeograficznej Polski szczyt ten znajduje się w Beskidzie Wyspowym.
Wielki Kamień znajduje się w dwustopniowej niszy osuwiskowej o skalnych ścianach mających wysokość 3–8 m. Ma postać zbudowanej z piaskowca baszty skalnej przyrośniętej podstawą i jednym bokiem do zbocza góry. Według podanego przez Mieczysława Klimaszewskiego podziału form skalnych forma taka nosi nazwę baszty skalnej. Miejsce to odwiedzane było od dawna. Świadczą o tym napisy wykute na najwyższej skałce: daty 1867, 1892. Poniżej znajduje się blokowisko skalne, a jeszcze niżej kilka oderwanych od osuwiska głazów. Na blokowisku rośnie paproć wroniec widlasty.
Do Wielkiego Kamienia prowadzi krótka, znakowana czarno ścieżka, która odgałęzia się od żółtego szlaku prowadzącego przez szczyt i grzbietem Krzywickiej Góry.
Oprócz Wielkiego Kamienia na Krzywickiej Górze są jeszcze dwie inne skały: Kuweta i Hipopotam. Na wszystkich trzech uprawiany jest bouldering. Na Wielkim Kamieniu jest 5 baldów o trudności od 6b do 6c w skali francuskiej. Najlepszy okres do wspinaczki – lato..

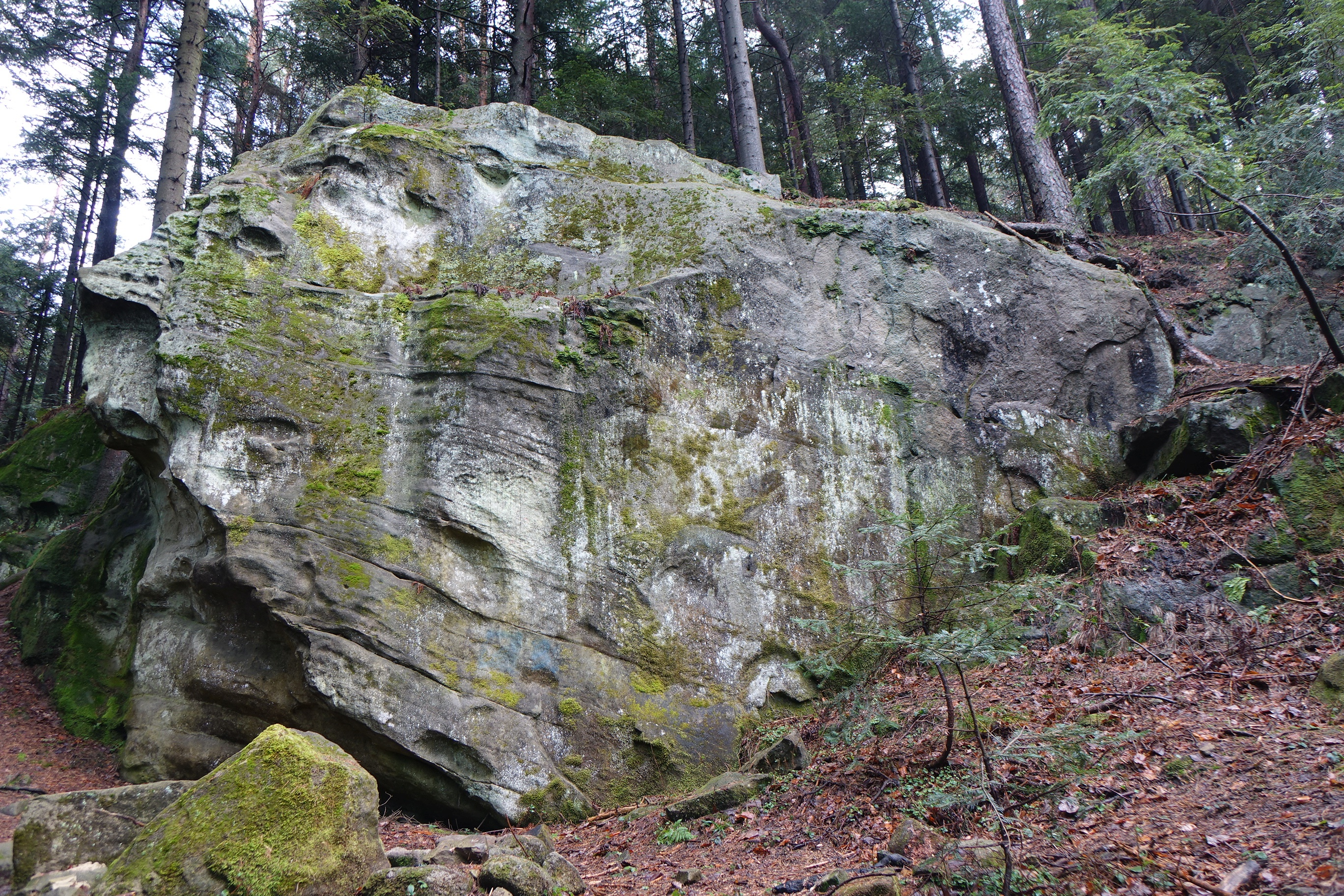
Wielki Kamień
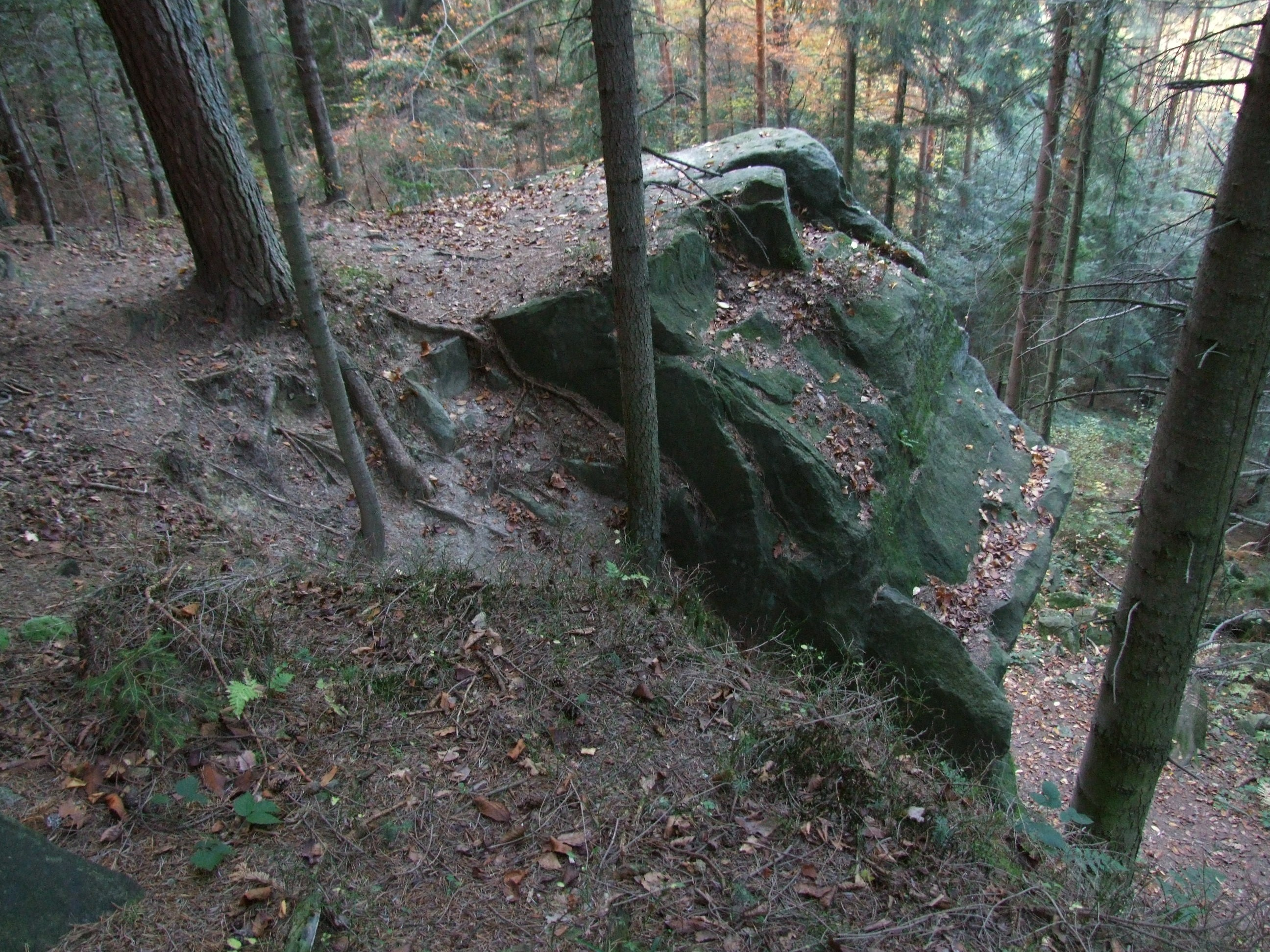
Wielki Kamień
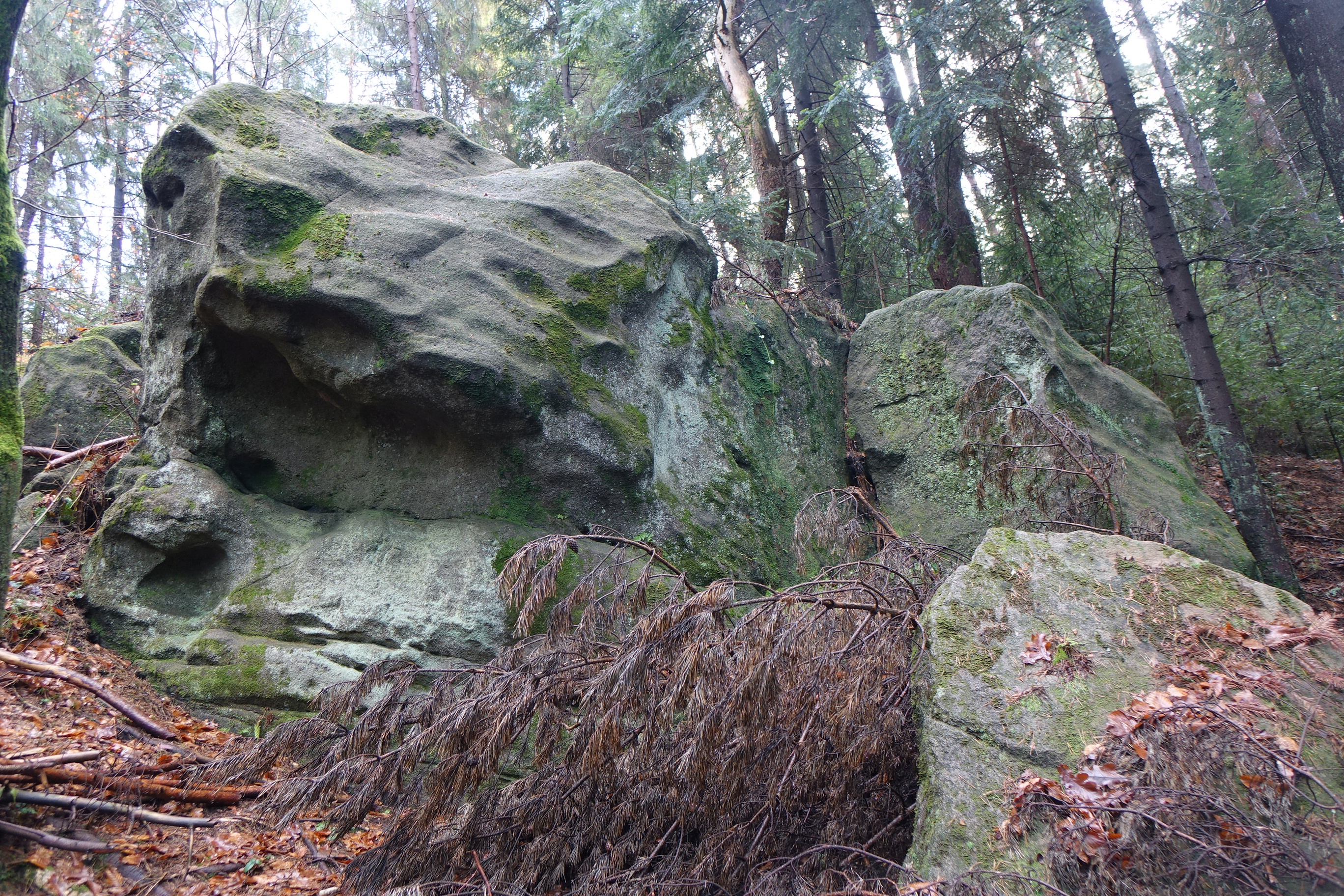
Kuweta
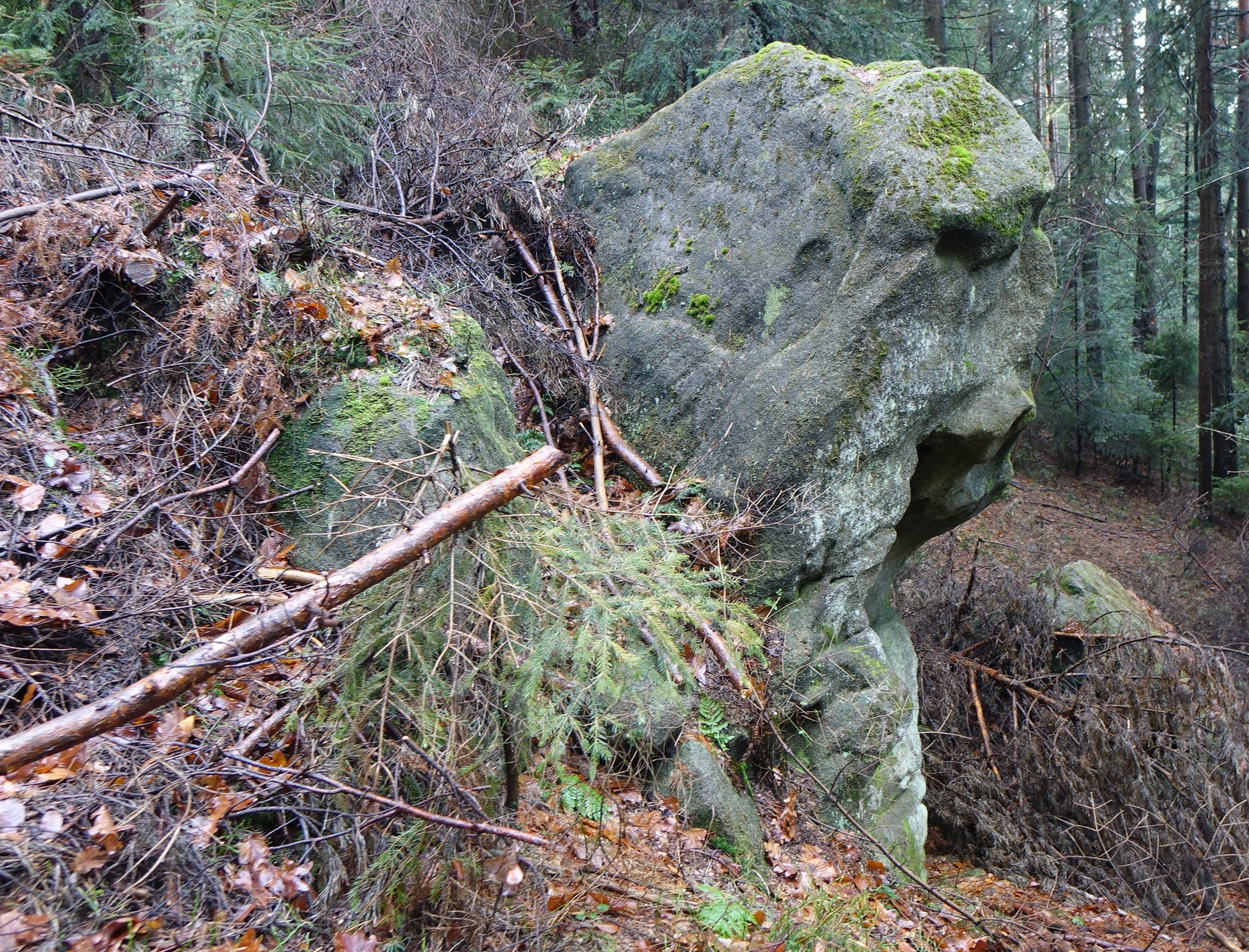
Kuweta

Wielki Kamień
1. Zawał serca; 6b+
2. Bez nazwy; 6c
3. Hajbol SD; 6c
4. Bez nazwy; 6b
5. Bez nazwy; 6b+

Kuweta 1
1. Gzyms; 4
2. Bez nazwy; 6b
3. Kicur; 4+

Kuweta 2
1. Bez nazwy; 6a+
2. Wańka-wstańka; 3

Kuweta 3
1. Kocimiętka; 5+
2. Drągal; 5
3. Bez nazwy; 3
4. Akcja Znicz; 6c

Kuweta 4
1. Bez nazwy; 5
2. Bez nazwy; 5

Hipopotam
1. Dupapotama; 6a
2. Hiperkryzja; 6c+
3. Bez nazwy; 7b+?[5].

- Wielki Kamień
- Wielki Kamień
- Kuweta
- Kuweta